# じゃがりこ

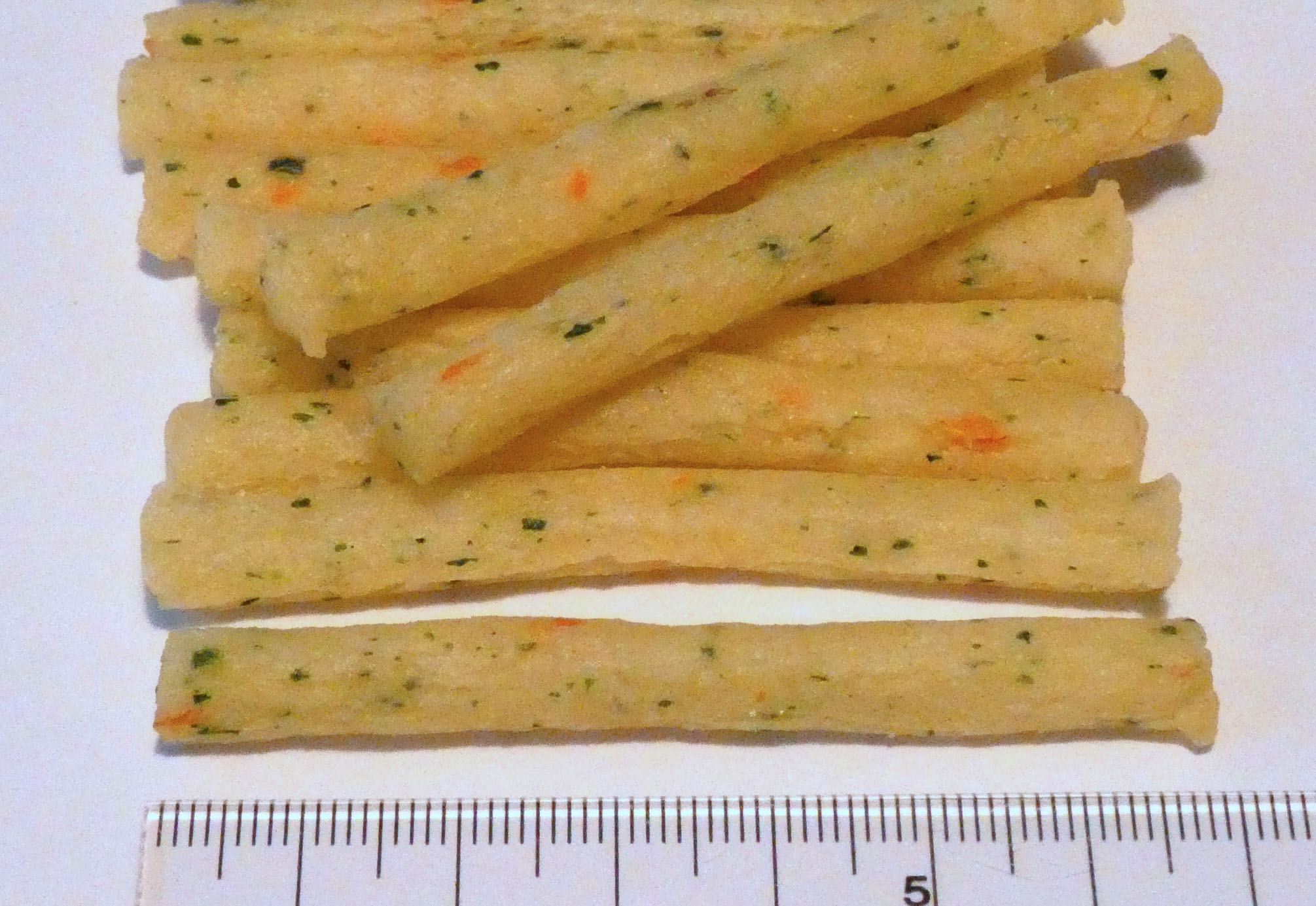
じゃがりこ サラダ

じゃがりこは、1995年（平成7年）からカルビー株式会社が製造・販売しているジャガイモを主原料としたスナック菓子で、同社の登録商標（第4387394号ほか）である。一度ふかしたジャガイモを細い棒状に整形して油で揚げたもので、カップ状の容器に入れられている。

## 概要
カリカリ・サクサクとした独特の食感や、さまざまなフレーバーが限定商品として販売されることで子供や若者に人気がある。年商が350億円を超えるカルビーの看板商品である（2018年（平成30年）時点）。キャッチフレーズは「食べだしたらキリンがない」。

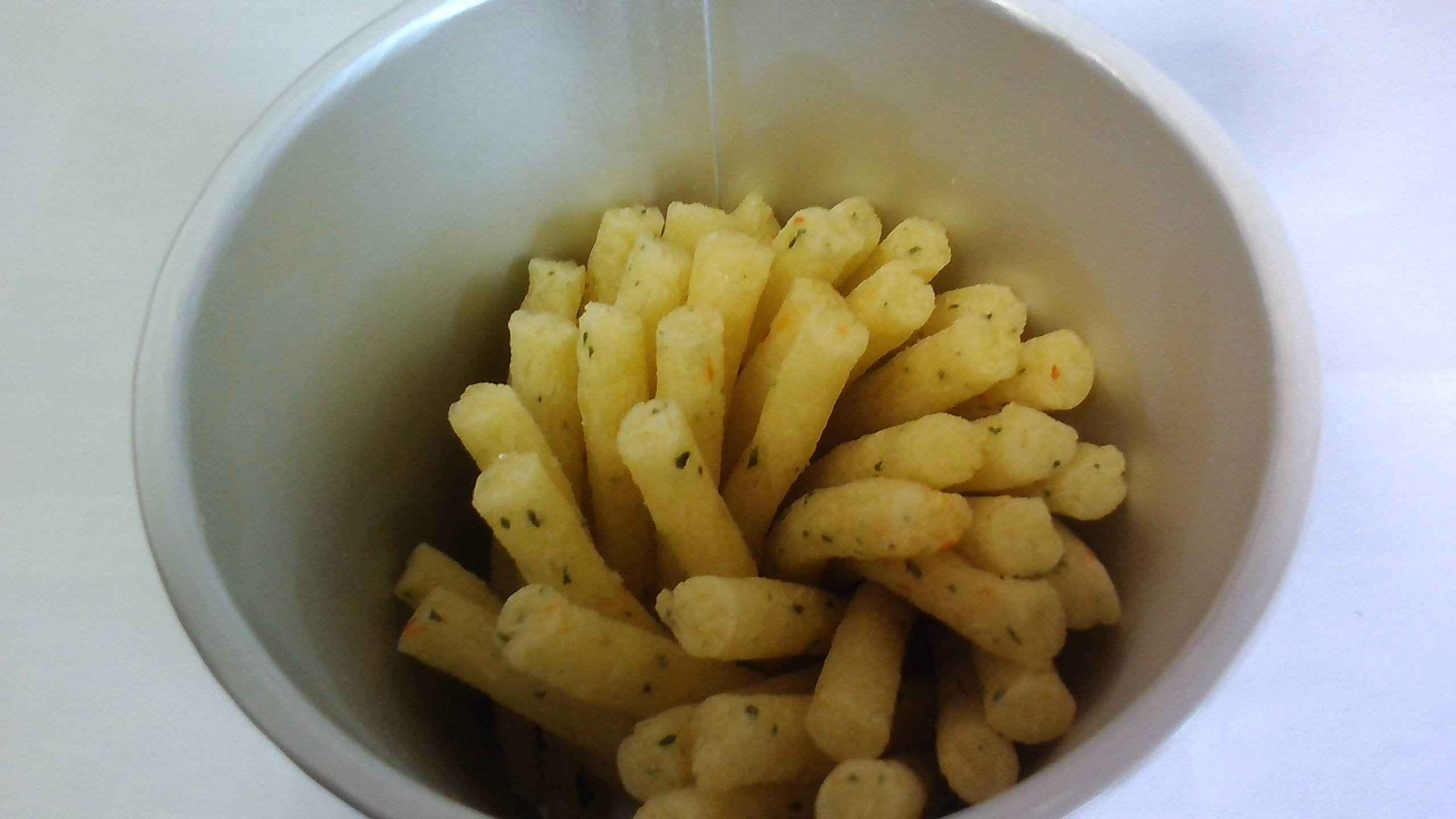
カップ容器に入れられた状態

カルビー初期のヒット商品であるかっぱえびせん・1970年代のカルビーポテトチップス・1980年代のシリアル（現在のコーンフレーク・フルグラなど）に次いで、1990年代を代表する主力商品となるよう開発された。当時ルーズソックスで世を席巻していた女子高生を意識し、彼女たちが「カバンに入れて持ち歩けるお菓子」をイメージして開発された。1994年に「じゃがスティック」を試験販売、そのカップ型で初めて「じゃがりこ」が使われた。商品名の候補には「カリットポテト」「ポテッキー」「スリムポテト」などがあったが、若手社員中心の開発チームで議論するうち、男性社員の「友人の利加子さんに試食させたら美味しそうだった」という話で盛り上がり、「じゃがいもりかこ⇒じゃがりかこ⇒じゃがりこ」となった。1995年に新潟を始めに日本全国で発売され、テレビCMは、角田マキが、じゃがりこを連呼したものだった。本格的に売れ始めたのは1997年秋ごろからだった。
2001年、遺伝子組み換え作物を用いていたとして回収命令が下されている。なお現在はカルビーの商品全体で遺伝子組換え作物は使用していない。

## 味の種類
過去に発売した商品はじゃがりこ公式WEBサイト「じゃがりこライブラリ」を参照。
- サラダ味
- チーズ味
- じゃがバター味
- 明太チーズもんじゃ味
- たらこバター味
- 九州しょうゆ味
- ピリ辛ラー油チキン味 [9]
- 味噌バターコーン味（期間限定）
- ハニーバターチキン味（期間限定）
- のり塩バター味（期間限定）

## じゃがりこファミリー
「食べだしたらキリンがない」から生まれた公式キャラクター
- じゃがお - 趣味が日曜大工の父
- りかこ - 料理が得意の母
- 楽天的な酪農家の祖父・じゃが作、 息子じゃがおに厳しい反面、孫に甘い祖母・りん
- 孫には、お調子者の兄・ミツル、まじめな姉・ニコ、おじいちゃん子の妹・みるくがいる。

他に、じゃがリーマン、じゃがたく、グララ、りん、アイがいる

## 派生商品
- さつまりこ - じゃがりこのサツマイモ版。
  - 1999年販売開始[10]。秋冬期間限定品。
  - 2018年にはらぽっぽファームの監修によるコラボレーション商品「さつまりこ ポテトアップルパイ味」を販売した[11]。
- とうもりこ - じゃがりこのトウモロコシ版。
  - 商品名の候補には「こーんりこ」や「コーンリコ」などがあったが、じゃがりこ派生のトウモロコシ菓子であることが一番シンプルに伝わる名前として「とうもりこ」に決定した[10]。
  - 2008年に期間限定商品として販売されたが、当時は売れ行き不調だった[10]。2012年に北海道限定品として販売を開始し2017年12月まで販売していた[10]。
  - 2018年4月16日から関東で販売を開始し、同年6月18日に全国販売を開始した[12]。
- えだまりこ - じゃがりこのエダマメ版。
  - 2014年に静岡限定品として販売していた。
  - 2018年7月16日から関東で販売を開始し、同年10月8日に全国販売を開始した[13]。
- ほんじゃが - 皮付きポテト風。
- じゃがポックル - 北海道限定品。塩味。
- じゃがビー (Jagabee) - ほんじゃがの後継商品。
- ポテりこ - プロントや快活CLUBでのみ販売されているコラボレーション商品。素材自体はじゃがりこと同じだが、乾燥させずに店で揚げて出される。味はサラダ味となっている。

## その他
- じゃがりこに熱湯や温めた牛乳をかけると水分を吸い込み、マッシュポテトのようになる[14]。
  - 応用して、じゃがりこに『さけるチーズ』と塩と熱湯150mLとをかけて数分蒸してから混ぜると、フランスの郷土料理『アリゴ』に似た味と形態になる。これを『じゃがアリゴ』と呼ぶ[15][16][17]。
    - これはTwitter上にて料理研究家のリュウジが2019年に公表して話題となり、カルビー本社や駐日フランス大使館がじゃがアリゴに言及した[15][16][17]。
- かつて三菱自動車でドライバーとして4度のWRC（世界ラリー選手権）チャンピオンに輝き、現在トヨタ自動車のWRCチーム監督としてもチャンピオンを獲得しているトミ・マキネンは、好きな日本食にじゃがりこを挙げている[18]。
- 2017年頃、出されたシチュエーションや感情をすべて「じゃがりこ」という単語の言い方で表現する「演技力じゃがりこ面接」という遊びが流行した[19]。
- 世界的人気YoutuberのPewDiePieは、日本のスナック菓子を食べ比べる内容の投稿動画「I try EVERY Japanese Snack..」の中で、じゃがりこの明太チーズもんじゃ味を最高のスナックとして選出している[20]。

## コラボレーション
タカラトミー
2016年に本商品をモチーフにしたトミカ（ドリームトミカ枠）を発売した。
シン・仮面ライダー
シン・仮面ライダーとのコラボ商品『シン･ジャガリコ ライダーダブル肉キック味』を2023年4月3日にコンビニ先行で発売した。（その他の販売店は4月10日発売）仮面ライダーのマフラーや複眼、ベルトをイメージして赤い色をしたじゃがりこになっている。

## クリエイターコラボレーション
SNSを始めとしたネット上で人気のクリエイター8人とのコラボデザインのじゃがりこが発売された。
コラボレーション第1弾は2022年9月下旬～12月下旬、第2弾は12月下旬～2023年下旬頃を予定している。
第1弾のクリエイター
- サラダ：にしむらゆうじ
- チーズ：いしいともこ
- じゃがバター：mame&co（まめあんどこー）
- たらこバター：BUSOM

第2弾のクリエイター
- サラダ：カナヘイ
- チーズ：たかだべあ
- じゃがバター：オオゴシヤステル
- たらこバター・明太チーズもんじゃ味：わかる